# Phật giáo dấn thân

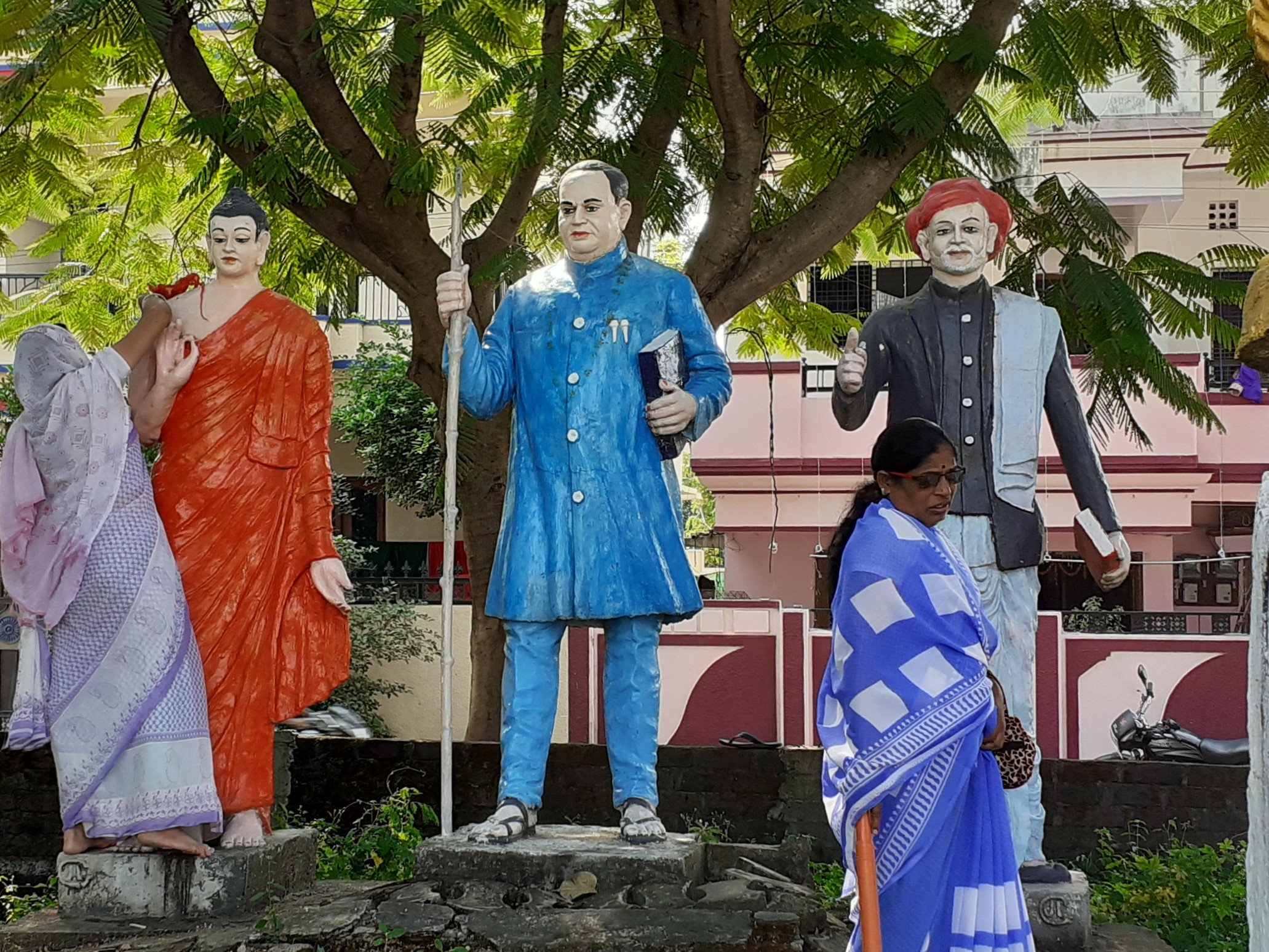
Tượng các nhà sáng lập phong trào Phật giáo dấn thân

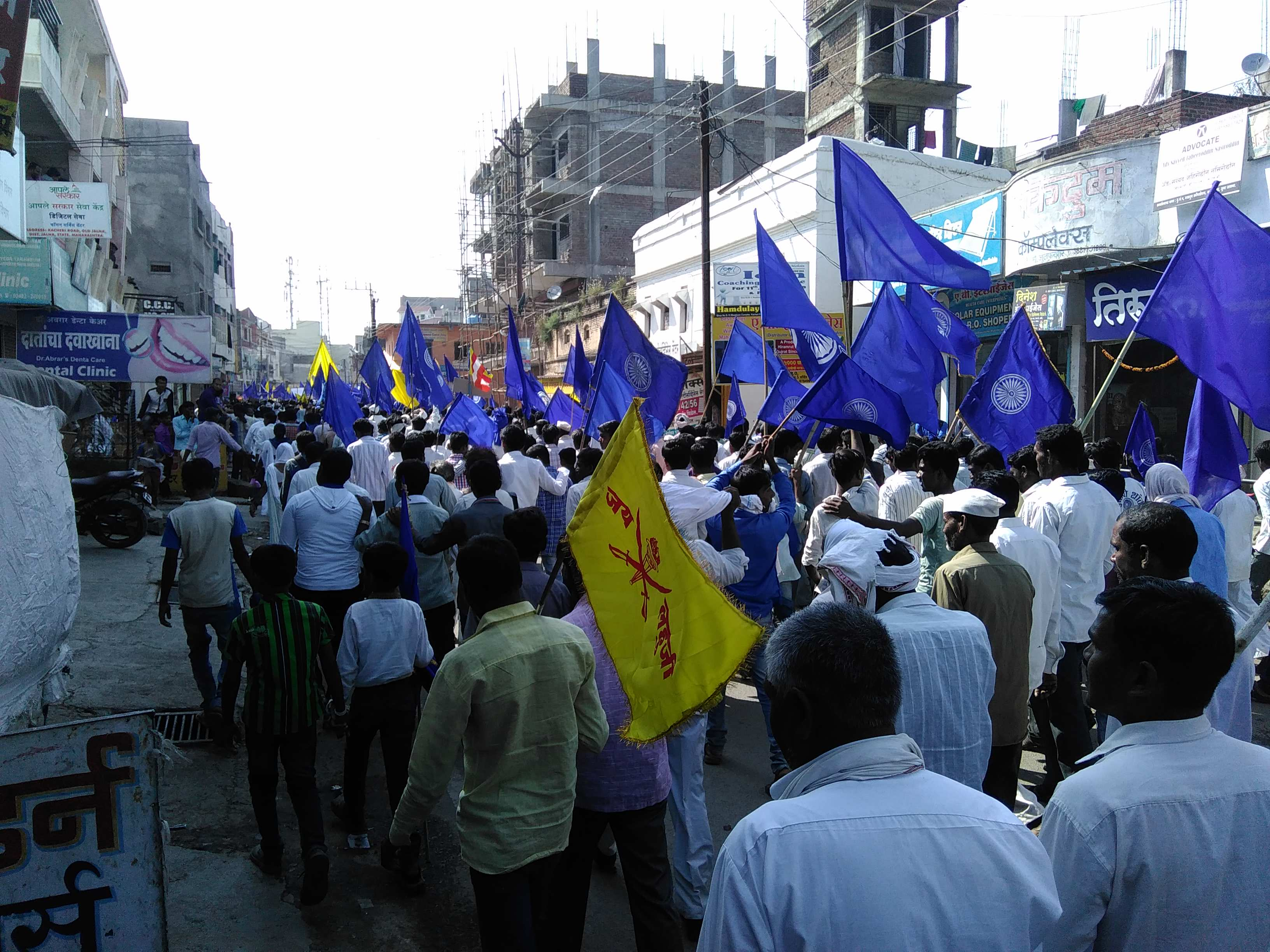
Tuần hành phong trào Phật giáo dấn thân ở Ấn Độ

Phật giáo dấn thân (Engaged Buddhism) hay Phật giáo nhập thế chỉ về một khuynh hướng, phong trào xã hội trong Phật giáo hiện đại xuất hiện ở Châu Á vào thế kỷ XX chủ trương áp dụng những lời dạy của Đức Phật vào việc giải quyết các vấn đề xã hội, chính trị, kinh tế và môi trường thay vì chỉ tập trung vào việc tu tập cá nhân để đạt được giải thoát, trào lưu Phật giáo dấn thân nhấn mạnh đến sự kết nối không thể tách rời giữa thực hành tâm linh và hành động phụng sự xã hội, khái niệm dấn thân bao hàm ý nghĩa đi tới, một cách tự nguyện, để hành động theo một mục đích, một chủ trương nhất định. Tham gia phong trào này bao gồm những Phật tử tìm cách áp dụng các giá trị đạo đức Phật giáo, những hiểu biết thu được từ thực hành thiền, và giáo lý của Phật pháp (Buddhadharma) vào các tình huống đương đại của xã hội, chính trị, môi trường, và các vấn đề kinh tế của sự khổ đau, và bất công. Họ tin rằng Chánh pháp cần được đưa vào giữa cuộc đời để xoa dịu nỗi khổ và kiến tạo hòa bình.
Phật giáo nhập thế hiện đại xuất hiện ở Việt Nam vào những năm 1950, từ lời dạy của thầy thiền sư Thích Nhất Hạnh. Thuật ngữ Phật giáo dấn thân được phổ biến bởi nhà luật học, chính trị gia và nhà cải cách xã hội người Ấn Độ B. R. Ambedkar, người đã truyền cảm hứng cho phong trào Phật giáo Dalit vào những năm 1950. Từ đó nó đã lan rộng đến tiểu lục địa Ấn Độ và thế giới phương Tây. Trong những năm 1960, các thuật ngữ "Phật giáo dấn thân" và "Phật giáo dấn thân xã hội" đã được các mạng lưới Phật tử kết nối lỏng lẻo ở Châu Á và phương Tây sử dụng để mô tả sự thích nghi của họ đối với các giá trị Phật giáo và hành vi đạo đức đối với hoạt động xã hội và chính trị. Điều này bao gồm một loạt các hoạt động xã hội và chính trị phi bạo lực như xây dựng hòa bình, thúc đẩy nhân quyền, bảo vệ môi trường, phát triển nông thôn, chống lại bạo lực sắc tộc, phản đối chiến tranh và ủng hộ quyền phụ nữ.  Với sự toàn cầu hóa và sự tiến bộ công nghệ, các tổ chức và nỗ lực Phật giáo đã lan rộng khắp toàn cầu; một ví dụ là Hội đồng Hòa bình Phật giáo.